# Rhypopteryx sordida
Rhypopteryx sordida är en fjärilsart som beskrevs av Aurivillius 1879. Rhypopteryx sordida ingår i släktet Rhypopteryx och familjen tofsspinnare. Inga underarter finns listade.